# Rue Bochart-de-Saron
Rue Bochart-de-Saron är en gata i Quartier de Rochechouart i Paris nionde arrondissement. Gatan är uppkallad efter den franske juristen Jean Baptiste Gaspard Bochart de Saron (1730–1794), talman i Parisparlamentet. Han halshöggs under skräckväldet. Rue Bochart-de-Saron börjar vid Rue Condorcet 52 och slutar vid Boulevard de Rochechouart 47.

## Omgivningar
- Notre-Dame-de-Lorette
- Rue des Martyrs
- Rue Alfred-Stevens
- Cité Malesherbes
- Square Trudaine

## Bilder
| - Hörnet Rue Bochart-de-Saron och Rue Jean-Baptiste-Say. - Gatuskylt. - Notre-Dame-de-Lorette. - Boulevard de Rochechouart. |

## Kommunikationer
- Tunnelbana – linje  – Anvers
- Tunnelbana – linjerna   – Pigalle
- Busshållplats Trudaine – Paris bussnät

### Webbkällor
- ”Rue Bochart-de-Saron”. Mairie de Paris. https://web.archive.org/web/20160303201447/http://www.v2asp.paris.fr/commun/v2asp/v2/nomenclature_voies/Voieactu/1057.nom.htm. Läst 25 november 2023.
- ”Rue Bochart-de-Saron (9ème arrondissement)”. Les rues de Paris. https://web.archive.org/web/20160406082507/http://www.parisrues.com/rues09/paris-09-rue-bochart-de-saron.html. Läst 25 november 2023.